# Esclavitud en Cuba

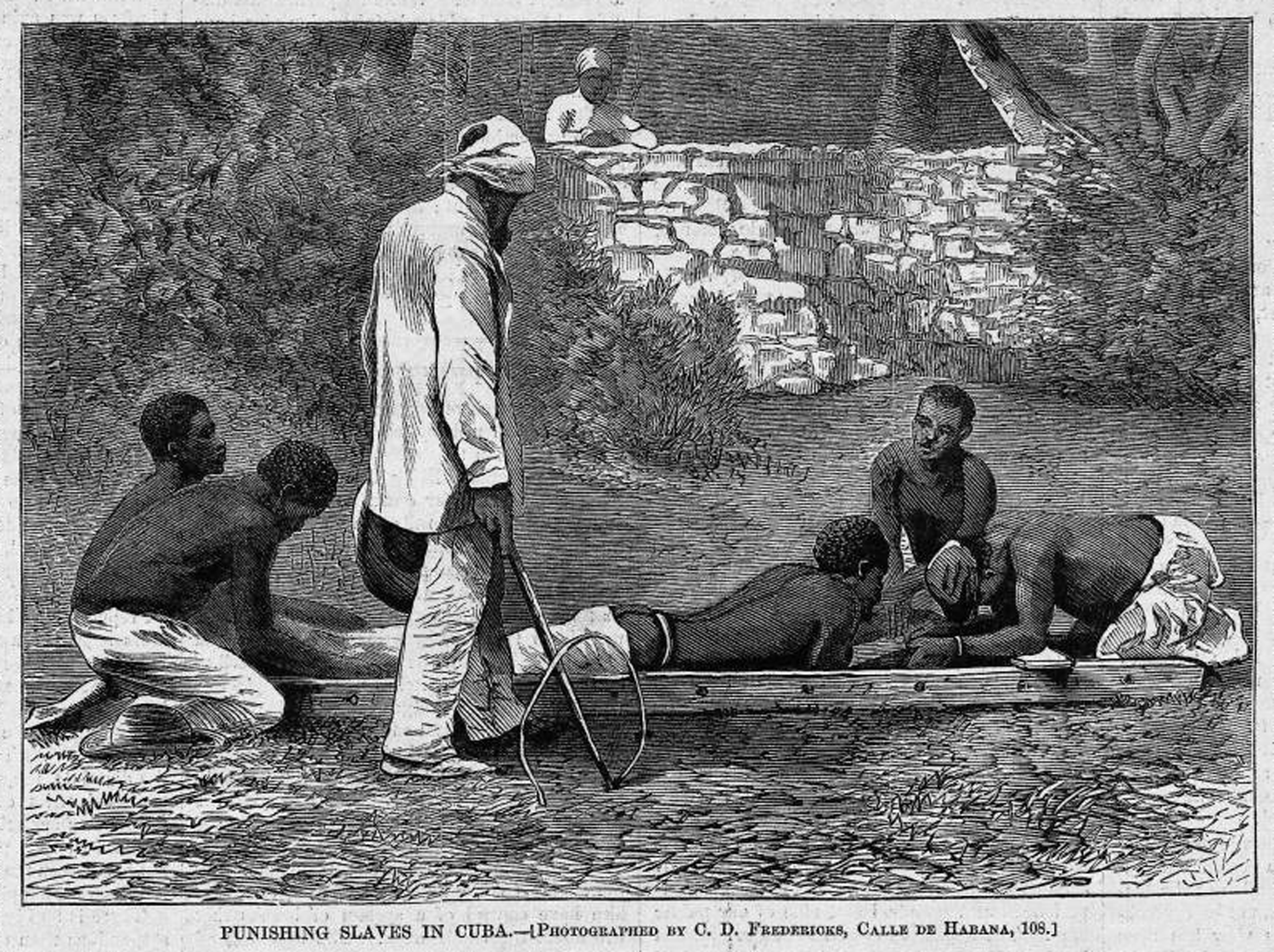
Esta imagen muestra a un esclavo acostado boca abajo y atado a una escalera, mientras otros esclavos observan cómo un capataz azota a la víctima.

La esclavitud en Cuba se practicó en la isla caribeña bajo el dominio español desde el siglo XVI. El edicto de la reina Isabel la Católica del año 1500 (Leyes de Burgos) la prohibió, pero los taínos primero y los africanos luego, traídos a través del Atlántico, fueron esclavizados hasta finales del siglo XIX, cuando la esclavitud fue abolida por real decreto el 7 de octubre de 1886. 
El esclavismo en la América hispana, estuvo limitado hasta el establecimiento del asiento de negros, un monopolio sobre el comercio de esclavos desde África y la América hispana y que se otorgó a Inglaterra por imposición del Tratado de Utrecht al terminar la Guerra de Sucesión Española (1713) como compensación por la victoria del candidato francés Felipe V. Con este tratado se sientan las bases del sistema de producción esclavista, que formó parte del más amplio comercio atlántico de esclavos.
Dentro del contexto europeo (donde también existió el esclavismo hasta el siglo XIX) y colonial de la época, se desarrolló en condiciones de menor rigor que en las colonias portuguesas y británicas[cita requerida], así como en territorio estadounidense tras su independencia (p.ej.: el propietario no tenía derechos ilimitados para ejercer violencia física, el esclavo tenía la posibilidad de comprar su libertad y la libertad para formar matrimonios y familias, sin que la condición de esclavo pasara a los hijos desde el siglo XIX.
Tampoco en los territorios hispanos el elemento racial fue un impedimento legal[cita requerida] ni de censura social en la mentalidad de la época, posibilitando durante siglos los matrimonios mixtos, el mestizaje, y el acceso a oficios, estudios y títulos nobiliarios[cita requerida] (es destacable que esta limitación legal no fue resuelta en Estados Unidos hasta el siglo XX).
La esclavitud en Cuba, la llevaron a cabo principalmente los llamados indianos, dedicados a la plantación de la caña de azúcar, cuyos diputados en Cortes fueron sistemáticamente bloqueando los intentos abolicionistas durante los treinta años que siguieron a la prohibición en la España peninsular, forzando con ello las condiciones que darían lugar a la guerra de Independencia de Cuba.
La colonia cubana bajo dominio español fue el último territorio en todas las Américas que permitió la esclavitud legal (hasta fines de 1886), luego de que las demás colonias y países ya la habían abolido hace décadas (incluyendo en EEUU en 1865). Mentira, Brasil, colonia portuguesa, la abolió en 1888.